# Tara blanche
Pour un article plus général, voir Tara (bouddhisme).
Tārā blanche, tibétain : Dolma Karmo tibétain : སྒྲོལ་མ་དཀར་མོ, Wylie : sgrol ma dkar mo, en abrégé Dolkar, Sītā Tārā en sanskrit, la Libératrice blanche mais aussi, lumineuse, claire, est l'une des 21 formes de Tārā connues. Elle est une déité du bouddhisme tibétain. Elle symbolise principalement la longue vie, sa pratique est généralement utilisée dans le but d'avoir une longue vie particulièrement quand on est malade. Son mantra est souvent récité en pensant à quelqu'un. Elle exprime aussi la compassion, on la représente avec sept yeux car elle voit la réalité par les trois portes de la libération (vacuité, absence de caractéristique et absence de souhaits) et les quatre illimités (amour, compassion, joie et équanimité). Elle est de couleur blanche, ce qui représente l'absence des deux voiles (perturbations internes et ignorance).

## Description
Stephan Beyer la décrit ainsi : « son corps... blanc, comme une lune d'automne ; clair comme un joyau de cristal inoxydable, rayonnant de lumière.  Elle a un visage, deux mains et trois yeux. Elle est décrite dans les manuels comme ayant « la jeunesse de 16 ans », mais est souvent représentée comme plus puissante que Tara verte. Sa main droite fait le geste d'offrir un cadeau, et avec le pouce et l'annulaire de sa main gauche, elle tient une branche d'utpala blanche, ses pétales au niveau de son oreille.
Il y a trois fleurs à différents stades de croissance symbolisant les trois temps (passé, présent et futur). La première fleur qui est en graine, généralement à droite, représente le Bouddha Kashyapa qui a vécu dans une éternité passée ; le deuxième en première floraison représente le Bouddha historique Shakyamuni, dont l'activité vous a amené ici aujourd'hui, et le bourgeon de gauche symbolise les futurs bouddhas - celui attendu est le Bouddha Maitreya.
Ses cheveux sont bleu foncé, attachés à la nuque dans le dos avec de longues tresses pendantes ; ses seins sont pleins ; elle est ornée de divers ornements précieux, sa blouse est de soie multicolore, et ses robes sont de soie rouge, la paume de sa main et la plante de ses pieds ont chacune un œil, constituant les sept yeux de la connaissance ; elle est assise [la colonne vertébrale] droite et ferme sur un cercle lunaire, les jambes croisées dans la posture adamantine. »